# Franklin Almeyda
Francisco José Almeyda Rancier, conocido simplemente como Franklin Almeyda (Altamira, Puerto Plata, 23 de octubre de 1941 - Santo Domingo, 18 de abril de 2024)fue un abogado, educador y político dominicano. Almeyda fue rector de la Universidad Autónoma de Santo Domingo (UASD) en los años 1987-1990. Ocupó el cargo de Ministro de Interior y Policía desde agosto de 2004 hasta el 2 de marzo de 2011.
Se involucró en la política en 1961 en el Partido Revolucionario Dominicano (PRD) y fue un estrecho colaborador de Juan Bosch. Permaneció en el PRD hasta 1974 para pasar al recién partido creado por Bosch, el Partido de la Liberación Dominicana. Almeyda ocupó importantes cargos en el PLD, incluyendo miembro de su comité político y comité central hasta su renuncia a ese partido en octubre del año 2019, cuando Leonel Fernández puso fin a la presidencia y militancia en el PLD, pasando a fundar una nueva organización política llamada Fuerza del Pueblo. En este último partido, Almeyda fue miembro de su dirección política y central, además del titular de formación política del partido.

## Primeros años y familia
Hijo de Francisco Alberto Almonte y Luisa Adelaida Rancier Núñez, Franklin Almeyda nació el 23 de octubre de 1941 en el municipio Altamira, provincia de Puerto Plata. Desde su infancia, se trasladó con su familia hasta Santo Domingo para educarse.
Realizó sus estudios superiores en la Universidad Autónoma de Santo Domingo (UASD), graduándose de abogado en 1967. En esta universidad también obtuvo su doctorado en derecho y fue profesor de historia de la Facultad de Humanidades  del mismo centro de estudios en 1974.
Se destacó como profesor universitario y se involucró en los asuntos electorales de la UASD, donde en 1987 fue escogido como el rector de la Universidad Autónoma de Santo Domingo hasta 1990.

## Inicios en la política
Francisco José Almeyda Rancier se inició en la política cuando cumplió los 19 años de edad en 1961 a través del Partido Revolucionario Dominicano (PRD), donde fue miembro de la Dirección Nacional de la Juventud Revolucionaria. En 1974, como Juan Bosh había abandodo el PRD en 1973, Almeyda renunció al partido para pasar a la organización política Partido de la Liberación Dominicana, que recién había fundado Bosh.
Dentro del PLD, Almeyda ocupó numerosas posiciones que van desde secretario de prensa y propaganda de 1992 a 1993. Luego fue nombrado secretario de Asuntos Profesionales y ejerció como comisionado para la Reforma de la Justicia en 1996. Para las elecciones de medio término de 1998, Almeyda fue candidato a senador por Santo Domingo, aunque no logró la senaduría.
Con el retorno al poder de Leonel Fernández en 2004, fue designado como Secretario de Interior y Policía, donde permaneció en el cargo hasta marzo de 2011, cuando fue destituido para buscar la candidatura presidencial por el Partido de la Liberación Dominicana, pero fue derrotado por Danilo Medina.
Con la llegada de Medina al poder, Almeyda fue nombrado Ministro sin Cartera hasta febrero de 2019.
El 20 de octubre de 2019, Franklin Almeyda Rancier renunció al partido de la Liberación Dominicana para pasar al partido Fuerza del Pueblo, organización que recién había creado Leonel Fernández y en la cual fue designado secretario de formación política del partido.

## Como escritor
Almeyda era un escritor y artículista reconocido en República Dominicana. Cada lunes escribía en su columna en el periódico El Caribe y llegó a publicar varios libros, entre ellos: El PLD y las fuerzas sociales, Debate político, y Marrón Tierra y Negra Noche.

## Fallecimiento
Franklin Almeyda falleció el 18 de abril de 2024 tras sufrir un paro cardíaco. Tras el conocimiento de su muerte, numerosas personalidades lamentaron el suceso, incluyendo el presidente Leonel Fernández, el exministro de Obras Públicas, Víctor Díaz Rúa, el presidente de la República, Luis Abinader, el expresidente Danilo Medina, entre otros. El sábado 20 de abril el presidente declaró el día como duelo nacional.